# Barranc de Ferruat
El barranc de Ferruat és un barranc del terme municipal d'Isona i Conca Dellà que s'origina dins de l'antic terme de Benavent de la Conca i va a abocar-se en el torrent del Barril sota mateix del castell de Llordà, dins de l'antic terme d'Isona.
Es forma a 1.080 m. alt., a la zona on el Serrat de la Font del Poble es desvia del Serrat de Santa Eulàlia, al nord del primer i al sud del segon. A partir d'aquest moment segueix cap a ponent, però inflexionant en forma d'arc gradualment cap al nord, sobretot a partir del moment que arriba a l'altura del poble vell de Biscarri.
Finalment, aiguavessa en el Torrent del Barril en el lloc on aquest torrent és també anomenat barranc de l'Obac de l'Església, entre Biscarri i el castell de Llordà, just a sota del poblat de Castilló, a 778 n. alt. Té una llargària d'uns 1.700 m., en els quals salva un desnivell de 300 metres.